# 산성고개
산성고개(山城-)는 부산광역시 북구 화명동과 금정구 장전동 사이의 고개이다. 낙동정맥이 지나가며 1981년에는 금정산 버스 추락 사고와 관련이 깊은 곳으로 널리 알려져 왔다.

## 같이 보기
- 낙동정맥
- 산성터널
- 산성로 (부산)